# قادين أفندي
قادين أفندي (بالتركية العثمانية: قادين افندی، وبالتركية الحديثة: Kadınefendi) هو اللقب الرسمي لقرينة السلطان العثماني بعد القرن السابع عشر الميلادي. وتلي رتبة قادين أفندي بين زوجات السلطان العثماني رتبة خانم أفندي. من الألقاب التي كانت تستخدم سابقًا للإشارة إلى زوجة السلطان لقب خاتون وسلطانة (وخاصكي سلطان).